# 築館バイパス
築館バイパス（つきだてバイパス）は、宮城県栗原市を通る延長約6.4kmの国道4号バイパスである。

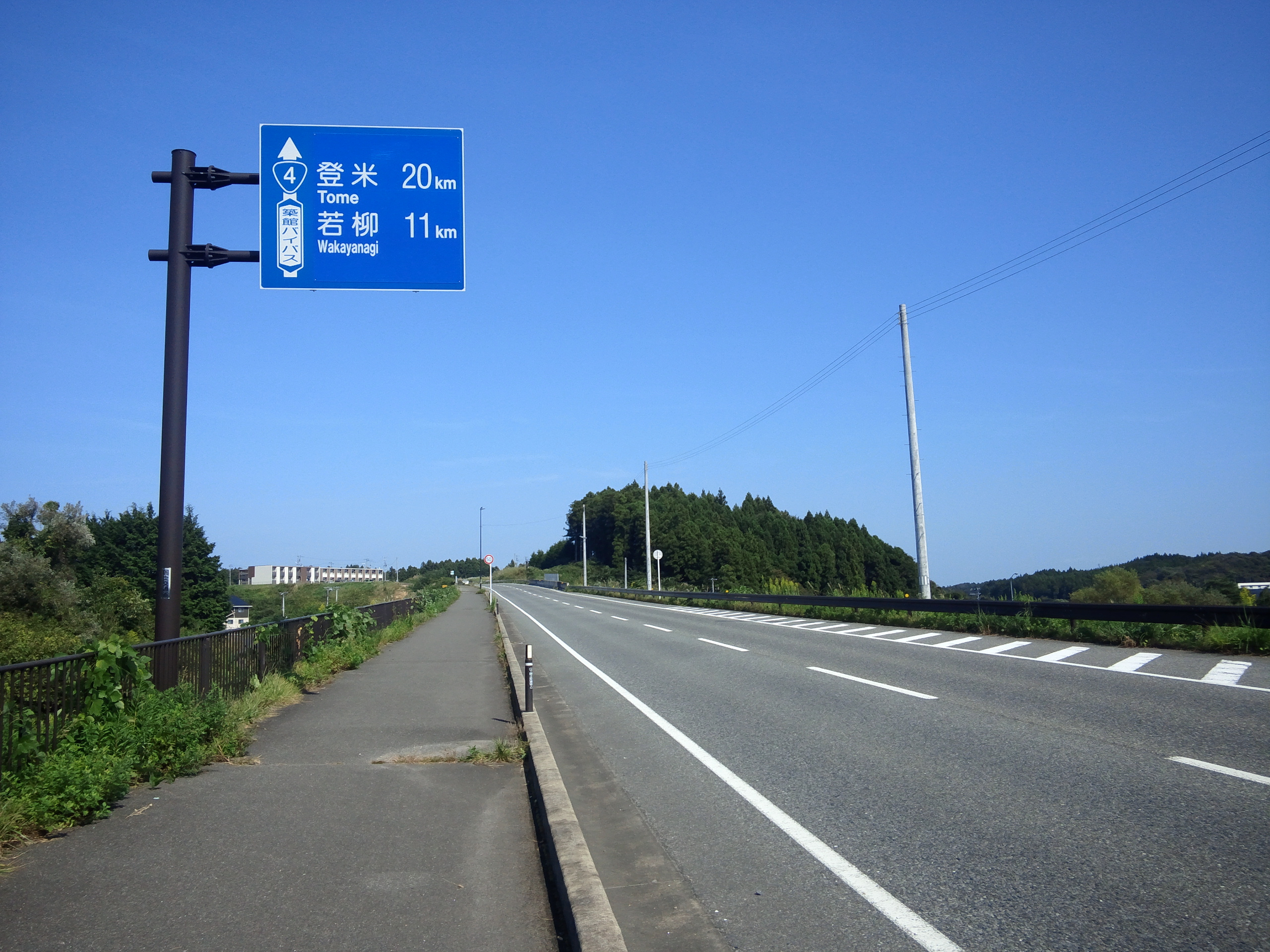
栗原市築館南内沢付近

## 概要

### 道路諸元
- 起点：宮城県栗原市築館赤坂
- 終点：宮城県栗原市築館城生野
- 延長：6.4 km
- 道路規格：第3種第1級（一部第3種第2級）
- 道路幅員：
  - 暫定 13.0 m（一部12.5 m）
  - 完成 25.0 m（一部23.25 m）
- 車線数：暫定2車線（完成4車線）
- 車線幅員：3.5 m
- 設計速度：80 km/h（一部60 km/h）

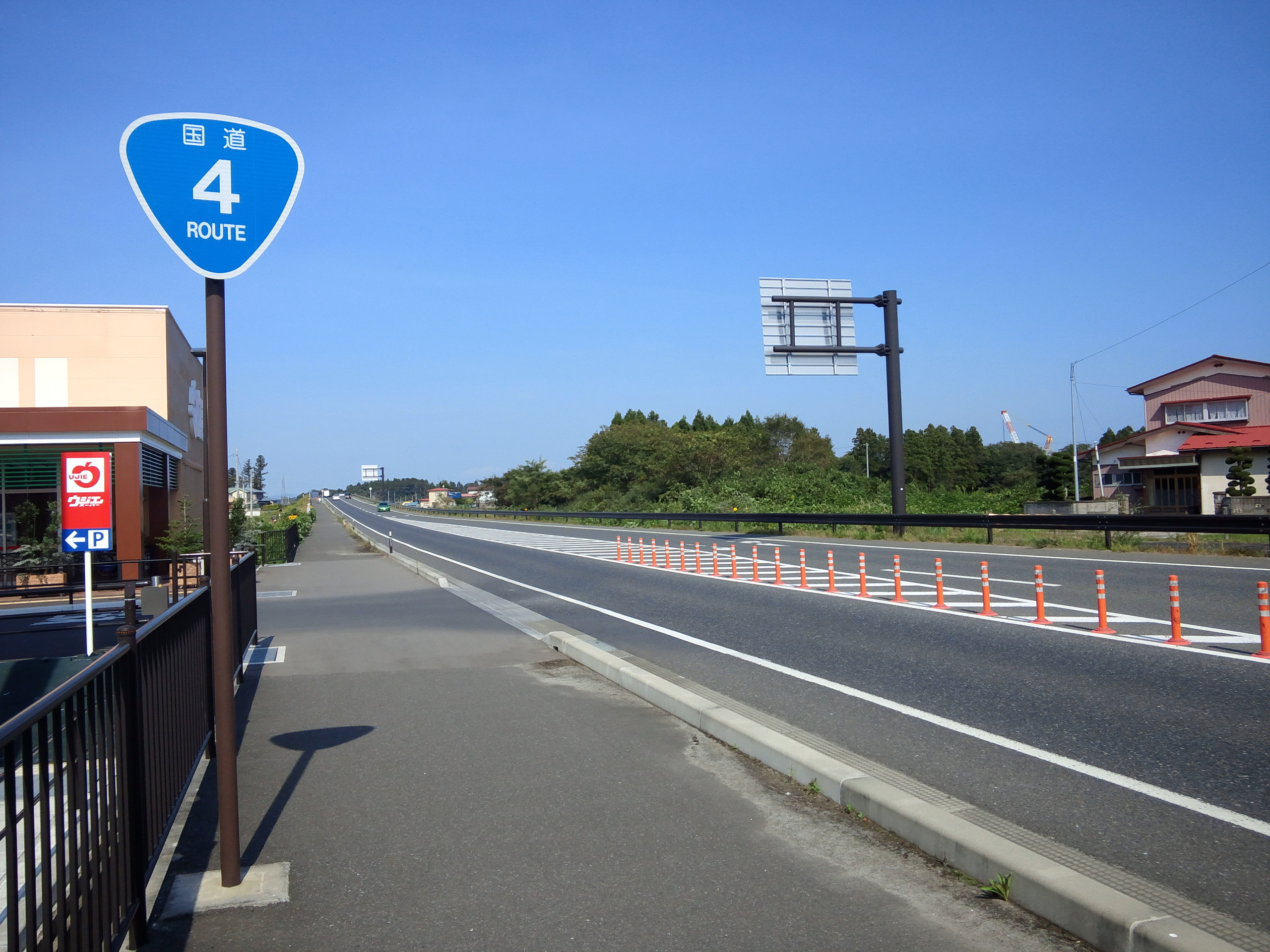
栗原市築館源光付近

### 概説
栗原市内の国道4号現道はほとんどが片側1車線であり、特に中心部の旧築館町域においては道幅の狭い箇所や急カーブがあること、郊外型大型店の進出が著しい事などから近年は交通量の増加が顕著で、築館・志波姫地区をはじめとして渋滞が発生するようになった。またそれに伴う交通事故（主に追突事故）も多発し、沿線の定時性・安全性の確保は喫緊の課題となっていた。
築館バイパスは、約4割にものぼるといわれる通過交通を栗原市中心部（築館地区）から迂回させる事により渋滞の緩和を図り、もって沿線環境の向上を目的として計画された道路である。国道4号現道の南東（旧志波姫町）側に整備され、将来的時には4車線化も予定されている。
道路は現道拡幅区間と道路新設区間があり、起点である栗原市築館赤坂から同市築館外南沢まで約1.0 km区間（32工区）が現道拡幅部、築館外南沢から県道若柳築館線と交わるまでの1.8 km区間（33-1工区）、若柳築館線から国道398号交点までの1.3 km区間（33-2工区）、国道398号から終点の栗原市築館城生野に至る2.9 km区間（34工区）がバイパス道路新設区間となる。
全工区とも当初計画では平成20年代前半までの供用を目指していたが、遺跡調査や用地取得交渉の難航等もあり実際には2007年に33-1工区が、2013年に33-2工区がそれぞれ暫定2車線で開通したのみである。2015年時点での進捗は32工区が「調査・設計段階」、34工区は「用地取得・工事段階」である。34工区2.9 kmのうち0.7 km区間については2015年12月に供用開始した。一方、ルート上の入の沢遺跡では日本考古学協会が「学術的に極めて貴重」として遺跡の保存並びにバイパス道路のルート変更を求めており、今後調整が必要となる見込みである。
事業主体は国土交通省東北地方整備局仙台河川国道事務所。同事務所によれば全体事業費は180億円（暫定開通時140億円）で2030年度時点の計画交通量は14,600台/日、費用便益分析の結果はB/C=1.3を見込む。当該区間の実績交通量は、国土交通省道路局の2005年度道路交通センサスで平日24時間交通量で20,283台（於：栗原市築館薬師一丁目）となっている。
市立栗原中央病院から繋がる市道栗原中央線とも接続される。市道栗原中央線は将来的に東北新幹線くりこま高原駅方面への接続が計画されており、築館バイパスならびに市道の完成によって域内の要所を繋ぐネットワークが構築される事となる。

## 交差する道路
| 交差する道路                             | 交差する場所 |
| ---------------------------------------- | ------------ |
| 国道4号 仙台・大崎方面                   |              |
| 国道4号                                  |              |
| 県道29号河南築館線                       |              |
| 県道176号若柳築館線                      |              |
| 県道36号築館登米線みやぎ県北高速幹線道路 |              |
| 国道398号                                |              |
| 国道4号                                  | －           |
| 国道4号奥州（水沢）・一関方面            |              |

## 歴史
- 1969年（昭和34年）度：一次改築事業として着手
- 1972年（昭和37年）：現国道4号が築館町市街地の東側に完成
- 1981年（昭和56年）度：都市計画決定（1回目）[1]
- 1983年（昭和58年）度：築館バイパス事業着手[2]
- 1995年（平成7年）度：用地取得に着手[2]
- 2001年（平成13年）度：工事に着手[2]
- 2007年（平成19年）12月24日：栗原市築館外南沢 - 同市築館源光間（1.8 km）暫定2車線で供用[3]
- 2011年（平成23年）度：伊治城跡とのルート調整による都市計画変更（最終）[2]
- 2013年（平成25年）3月13日：栗原市築館源光 - 栗原市志波姫堀口滝北間（1.3 km）暫定2車線で供用[3]
- 2015年（平成27年）12月13日 : 栗原市志波姫堀口滝北 - 同市志波姫堀口沖間（0.7 km）暫定2車線で供用[10]